# William Darling (homme politique)
William Young Darling (8 mai 1885-4 février 1962) est député unioniste à la Chambre des communes britannique pour la circonscription d'Édimbourg Sud de 1945 à 1957. Il est administrateur de la Royal Bank of Scotland de 1942 à 1957.

## Biographie
Il est né à Carlisle, le deuxième fils de William Darling d'Edimbourg. Il fait d'abord ses études à l'école James Gillespie, puis au Daniel Stewart's College et au Heriot-Watt College. L'Université d'Édimbourg lui décerne un doctorat honorifique en droit (LLD) .
Pendant la Première Guerre mondiale, il rejoint la Black Watch comme soldat en 1914, puis après avoir reçu une commission, il rejoint les Royal Scots en 1915 en tant que sous-lieutenant. Il est blessé cinq fois, reçoit la Croix militaire avec barrette et est mentionné dans les dépêches. De 1920 à 1922, il sert en Irlande pendant la guerre d'indépendance irlandaise. Pendant cette période, avec Hugh Pollard (1888–1966), il publie conjointement le Weekly Summary : un synopsis de la guerre d'un point de vue britannique . En quittant l'armée, il devient directeur de l'entreprise familiale de drapiers.
Il devient membre d'Edimbourg Corporation en 1933 et est trésorier de la ville de 1937 à 1940. Il est Lord Provost d'Édimbourg de 1941 à 1944, candidat au gouvernement national pour West Lothian en 1937; et présidentdu Scottish Council on Industry, de 1942 à 1946.
Il est nommé CBE en 1923 et fait chevalier en 1943. Au cours de la Seconde Guerre mondiale il est chef des raids aériens pour Édimbourg de 1939 à 1941.
Il est décédé le 4 février 1962. Il est enterré dans le cimetière de la paroisse de Traquair .

## Publications
Les cinq premiers livres sont publiés de manière anonyme:
- The Private Papers of a Bankrupt Bookseller (1931)
- Hades! The Ladies!: Being Extracts from the Diary of a Draper, Charles Cavers, Esquire late of Bond Street London West (1933)
- The Old Mill: Being the Candid Chronicles of Penelope Potter (1934)
- Down but Not Out: Being the True Story of Peter Gogg (1935)
- The Bankrupt Bookseller Speaks Again (1938)

Publié sous son propre nom:
- Why I Believe in God (1944)

Publié sous le pseudonyme "Timoleon":
- De King's Cross à Waverley: un journal discursif racontant des personnes et des politiques, des opinions et des événements en temps de guerre (1944)

Publié sous son propre nom:
- You and Your Neighbour: A Presentation of Local Government (1945)
- The Bankrupt Bookseller (omnibus edition) (1947)
- A Book of Days: A Dictionary of Dates, a Chronology of Circumstance, the Face of Time (1951)
- So it Looks to Me (1952) (autobiographie)
- A Westminster Lad (1955) (poèmes)

## Famille
Il épouse Agnes Olive Simpson (1885–1962) en 1914.
Il est le grand oncle d'Alistair Darling  un député d'Édimbourg de 1987 à 2015 qui occupe divers postes ministériels dans le gouvernement travailliste de 1997 à 2010.
Son portrait (en tant que Lord Provost d'Édimbourg), par Herbert James Gunn est détenu par le Conseil de la ville d'Édimbourg .